# Calliactis argentacolorata
Calliactis argentacolorata is een zeeanemonensoort uit de familie van de Hormathiidae. De wetenschappelijke naam van de soort is voor het eerst geldig gepubliceerd in 1996 door Pei.